# A J Hurt
Pour les articles homonymes, voir Hurt.
Amelia Josephine Hurt "A J", née le 5 décembre 2000, est une skieuse alpine américaine.

## Biographie
En 2018, elle prend la 3e place de la Coupe nord-américaine de slalom géant, ainsi que la 4e place de cette coupe en descente et super G. Aux championnats du monde juniors (moins de 21 ans) de Davos, âgée seulement de 17 ans, elle prend la 7e place de la descente et du slalom. Elle devient Championne des États-Unis de slalom géant et de combiné à Sun Valley.
En 2019, avec 15 podiums dont 5 victoires, elle s'empare de la 2e place du classement général de la Coupe nord-américaine, en remportant le classement de la descente et du combiné, et en terminant 2e de celui du super G et du slalom géant.
En mars 2020 elle est Championne des États-Unis de slalom à Copper Mountain.
En décembre 2020, elle obtient son premier top-20 en Coupe du monde, en prenant la 18e place du géant de Courchevel. En mars 2021 à Bansko elle prend la 3e place des championnats du monde juniors de slalom.
Elle est sélectionnée pour disputer ses premiers jeux olympiques en février 2022 à Pékin. Elle y prend la 34e place du slalom. En mars, elle prend la 3e place des championnats des Etats-Unis de slalom et de géant à Sugarloaf.
Début janvier 2023 elle est opérée de la cheville gauche et met fin à sa saison.
De retour de blessure, elle obtient son premier top-10 en coupe du monde début décembre 2023, en prenant une belle 9e place sur le slalom géant de Mont-Tremblant. Le 7 janvier 2024, elle décroche son premier podium en se classant 3e du slalom de Kranjska Gora. Un mois plus tard le 10 février elle s'illustre en slalom géant en obtenant son premier podium de coupe du monde dans l'épreuve de Soldeu dont elle prend la 3e place.
En février 2025 elle participe à ses seconds championnats du monde à Saalbach où elle prend notamment la 13e place du slalom. Elle termine sa saison de coupe de monde à la 14e place du classement du slalom géant avec 3 tops-10 obtenus. Début avril elle sacrée championne des États-Unis de slalom à Vail.

## Palmarès

### Jeux olympiques
| Épreuve / Édition | Slalom |
| JO 2022 Pékin     | 34e    |

### Championnats du monde
| Édition / Epreuve               | Descente | Super G | Slalom géant | Slalom  | Combiné | Combiné par équipes | Parallèle                   | Team event |
| Mondiaux 2021 Cortina d'Ampezzo | -        | 29e     | Abandon      | Abandon | Abandon | -                   | non qualifiée pour les 1/8e | -          |
| Mondiaux 2025 Saalbach          | -        | -       | 13e          | 19e     | -       | 16e                 | -                           |            |

### Coupe du monde
- Meilleur classement général : 32e en 2024 avec 268 points[1].
- Meilleur classement en super G : 50e en 2021 avec 6 points
- Meilleur classement en slalom géant : 15e en 2024 avec 202 points
- Meilleur classement en slalom : 31e en 2024 avec 66 points
- Meilleur classement en parallèle : 25e en 2021 avec 6 points

- 2 podiums.

#### Classements
| Saison / Épreuve | Saison / Épreuve | Général | Général | Descente | Descente | Super G | Super G | Géant  | Géant  | Slalom | Slalom | Parallèle | Parallèle |
| ---------------- | ---------------- | ------- | ------- | -------- | -------- | ------- | ------- | ------ | ------ | ------ | ------ | --------- | --------- |
| Saison / Épreuve | Saison / Épreuve | Class.  | Points  | Class.   | Points   | Class.  | Points  | Class. | Points | Class. | Points | Class.    | Points    |
| 2021             | 2021             | 82e     | 36      | -        | -        | -       | -       | 37e    | 27     | -      | -      | 25e       | 6         |
| 2022             | 2022             | 89e     | 32      | -        | -        | 50e     | 6       | 37e    | 22     | 55e    | 2      | 26e       | 5         |
| 2024             | 2024             | 32e     | 268     | -        | -        | -       | -       | 15e    | 202    | 31e    | 66     | -         | -         |
| 2025             | 2025             | 43e     | 196     | -        | -        | -       | -       | 14e    | 152    | 29e    | 44     | -         | -         |

### Championnats du monde junior
| Épreuve / Édition          | Descente | Super G | Slalom géant | Slalom  | Combiné | Team event |
| Mondiaux 2018 Davos        | 7e       | Abandon | Abandon      | 7e      | Abandon | -          |
| Mondiaux 2019 Val di Fassa | 10e      | Abandon | 7e           | Abandon | Abandon | Argent     |
| Mondiaux 2020 Narvik       | 16e      | 6e      | 12e          | annulé  | Abandon | annulée    |
| Mondiaux 2021 Bansko       | annulé   | 18e     | Abandon      | Bronze  | annulé  | annulé     |

### Coupe nord-américaine
24 podiums dont 9 victoires

#### Classements
| Saison / Épreuve | Saison / Épreuve | Général | Général | Descente | Descente | Super G | Super G | Slalom géant | Slalom géant | Slalom | Slalom | Combiné | Combiné |
| ---------------- | ---------------- | ------- | ------- | -------- | -------- | ------- | ------- | ------------ | ------------ | ------ | ------ | ------- | ------- |
| Saison / Épreuve | Saison / Épreuve | Class.  | Points  | Class.   | Points   | Class.  | Points  | Class.       | Points       | Class. | Points | Class.  | Points  |
| 2017             | 2017             | 18e     | 367     | 25e      | 33       | 11e     | 134     | 21e          | 82           | 32e    | 33     | 7e      | 85      |
| 2018             | 2018             | 6e      | 787     | 4e       | 110      | 4e      | 254     | 3e           | 345          | 21e    | 78     | -       | -       |
| 2019             | 2019             | 2e      | 1577    | 1re      | 310      | 2e      | 340     | 2e           | 429          | 5e     | 318    | 1re     | 180     |
| 2020             | 2020             | 14e     | 328     | -        | -        | -       | -       | 5e           | 222          | 18e    | 106    | -       | -       |

### Championnats des États-Unis
- Championne des États-Unis de slalom géant en 2018
- Championne des États-Unis de slalom en 2020 et 2025
- Championne des États-Unis de combiné en 2018